# Vendredi (hebdomadaire, 1935)
Pour les articles homonymes, voir Vendredi (homonymie).
Vendredi est un hebdomadaire français de gauche qui a paru au moment de la montée du Front populaire. Il a disparu en 1938.

## Histoire
Le journal est fondé par André Chamson, Jean Guéhenno et Andrée Viollis. Le rédacteur en chef en est Louis Martin-Chauffier. Trois ans plus tôt était lancé le magazine Marianne, dont certaines plumes vont collaborer à Vendredi.
Vendredi compte parmi ses dessinateurs Jean Effel et Jean Bruller.
Le premier numéro paraît le vendredi 8 novembre 1935 avec notamment les signatures d'André Gide, Jean Cassou, Julien Benda, Jacques Maritain, Jean Giono, André Wurmser et Paul Nizan.
Son succès est rapide et son tirage dépasse les 100 000 exemplaires dès le 5e numéro. Il soutient la gauche aux élections du printemps 1936 puis le gouvernement de Léon Blum, même s'il n'approuve pas la politique de non-intervention en Espagne de son gouvernement.
Après la démission de Blum, l'enthousiasme est moindre ("On ne défend pas ce qui n'existe plus" écrit Guéhenno dans le numéro du 13 mai 1938), le tirage baisse et les difficultés financières commencent. À la fin de 1938, Vendredi change son nom en Reflets, mais sans succès et le titre disparaît en décembre 1938.